# Oemakondre
Oemakondre is een dorp aan de Saramaccarivier in Sipaliwini,  Suriname. Het ligt nabij de Njoeng Jacob Kondre Airstrip.
Het dorp ligt in het gebied Pikin Saramacca. Het is een uit enkele dorpen op een rij aan de rivier, met stroomopwaarts achtereenvolgens Mamadam, Nieuw-Jacobkondre en Misalibiekondre. In dit gebied wonen marrons van het volk Matawai. In het dorp bevindt zich een school en een katholieke kerk.
Bofe · Boslanti · Cabana · Heidoti · Kwattahede · Makajapingo · Mamadam · Misalibiekondre · Moetoetoetabriki · Nieuw-Jacobkondre · Oemakondre · Pakkapakka · Poesoegroenoe · Stonkoe · Villa Brazil